# Calochone
Calochone es un género con dos especies de plantas con flores perteneciente a la familia Rubiaceae. Es originario del África tropical.

## Taxonomía
El género fue descrito por Ronald William John Keay y publicado en Bulletin du Jardin Botanique de l'État à Bruxelles 28: 28. 1958.

## Especies aceptadas
A continuación se brinda un listado de las especies del género Calochone aceptadas hasta mayo de 2015, ordenadas alfabéticamente. Para cada una se indica el nombre binomial seguido del autor, abreviado según las convenciones y usos.	
- Calochone acuminata
- Calochone redingii